# كعكة المدخنة
كعكة المِدْخَنة أو كُرتُسْكَلاتِش أو (نقحرة: كورتوسكولتش) هي كعكة مشهورة في المناطق المجرية في رومانيا وأصبحت مشهورة في كل من رومانيا والمجر.